# 키어 둘레이
키어 둘레이(Keir Dullea, 1936년 5월 30일 ~ )는 미국의 배우이다.

## 출연 작품
- 신들의 분노 (2019)
- 내 사랑 찾기 (2017)
- 인피니틀리 폴라 베어 (2014)
- 뉴욕은 언제나 사랑 중 (2008)
- 굿 셰퍼드 (2006)
- 에이리언 헌터 (2003)
- 쓰리 데이스 오브 레인 (2002)
- 스탠리 큐브릭 - 영화 속의 인생 (2001)
- 황홀한 비밀 (1992)
- 법과 질서 (1990)
- 죽음의 매혹 (1984)
- 2010 우주 여행 (1984)
- 멋진 신세계 (1980)
- 더 헌팅 오브 줄리아 (1977)
- 블랙 크리스마스 (1974)
- 폴과 미쉘 (1974)
- 하키 영웅 (1974)
- 여교황 조안 (1972)
- 더 폭스 (1968)
- 2001 스페이스 오디세이 (1968)
- 마담 X (1966)
- 버니 레이크의 실종 (1965)
- 누드의 시간 (1964)